# SEEDS
SEEDS株式会社（シーズ）は、かつて存在したゲームソフトの企画・開発をするゲームメーカー。
株式会社カプコンの100%出資の子会社であるクローバースタジオ株式会社の従業員が独立し、2006年8月1日に設立した会社である。
なお、2007年10月1日をもって「株式会社ODD」と合併し、「プラチナゲームズ株式会社」に商号変更した。

## 所属クリエーター
- 稲葉敦志
- 神谷英樹
- 三上真司